# Michaił Kaługin
Michaił Aleksiejewicz Kaługin, ros. Михаил Алексеевич Калугин (ur. 19 lipca 1897 r. w Szawlach w guberni kowieńskiej, zm. 19 czerwca 1953 r. w Monachium) – radziecki wojskowy (major), szef kancelarii, a następnie komendant Kwatery Głównej gen. Andrieja Własowa, 1 zastępca szefa Zarządu Bezpieczeństwa Komitetu Wyzwolenia Narodów Rosji podczas II wojny światowej, emigracyjny działacz polityczny i kombatancki.
W 1913 r. ukończył szkołę realną, zaś w 1916 r. oranienbaumską wyższą szkołę oficerską. Brał udział w I wojnie światowej, a następnie wojnie domowej w Rosji. W maju 1918 r. został zmobilizowany do wojska bolszewickiego. Objął funkcję komendanta wołokołamskiej szkoły karabinów maszynowych. W styczniu 1919 r. został komisarzem moskiewskiego gubernialnego komisariatu wojskowego. Od maja tego roku był komisarzem 1 Brygady I Korpusu Ekspedycyjnego. Od sierpnia pełnił funkcję zastępcy komisarza moskiewskich kursów wojskowo-inżynieryjnych. W listopadzie stanął na czele oddziału operacyjnego sztabu 1 Armii Konnej. Od sierpnia 1920 r. dowodził samodzielnym batalionem karabinów maszynowych 1 Brygady Moskiewskiego Okręgu Wojskowego, zaś od stycznia 1922 r. pułkiem szkoleniowym 48 Dywizji Strzeleckiej. We wrześniu tego roku został komendantem szkoły karabinów maszynowych 40 Pułku Wzorcowego. Od końca 1922 r. służył w wojskach wewnętrznych OGPU-NKWD. W 1936 r. ukończył kurs przy akademii wojskowej Armii Czerwonej im. Frunze. W 1938 r. awansował do stopnia kapitana. W latach 1939–1940 brał udział w wojnie z Finlandią. Od początku września 1940 r. dowodził kompanią 2 Słuckiego Pułku Strzeleckiego. W 1941 r. w stopniu majora objął funkcję szefa oddziału osobowego w sztabie Północnokaukaskiego Okręgu Wojskowego. Jesienią 1941 r. dostał się do niewoli niemieckiej. Przebywał w oflagu w Suwałkach. Podjął kolaborację z okupantami. W 1942 r. został członkiem Wojskowego Związku Rosyjskich Nacjonalistów kierowanego przez Władimira W. Gila-Rodionowa. Następnie wstąpił do Druschina Verband. W czerwcu 1943 r. przeszedł do Rosyjskiej Armii Wyzwoleńczej (ROA). Po ukończeniu szkoły propagandystów ROA w Dabendorfie pod Berlinem w lipcu tego roku, został szefem kancelarii gen. A. Własowa, a w połowie 1943 r. – komendantem jego Kwatery Głównej w stopniu podpułkownika. Od czerwca do sierpnia 1944 r. zajmował się werbunkiem do ROA oficerów Armii Czerwonej, osadzonych w jednym ze specjalnych obozów jenieckich. Od listopada tego roku pełnił funkcję 1 zastępcy szefa Zarządu Bezpieczeństwa Komitetu Wyzwolenia Narodów Rosji (KONR). Na pocz. 1945 r. awansował na podpułkownika. Był organizatorem szkoły wywiadowczej Sił Zbrojnych KONR w Marienbadzie. Po zakończeniu wojny uniknął repatriacji do ZSRR. Zamieszkał w rejonie Monachium. W 1948 r. współtworzył Antybolszewickie Centrum Ruchu Wyzwoleńczego Narodów Rosji i Związek Flagi Andriejewskiej. W lutym 1950 r. doprowadził do konfliktu z kierownictwem Związku, nawiązując ścisłą współpracę z jednym przywódców Wyższej Rady Monarchistycznej gen. N. E. Baranowskim. Był jednym z założycieli Komitetu Zjednoczonych Własowców, wchodząc w skład jego głównego kierownictwa.